# Al-A'raf
La sourate Al-A'raf (arabe : سُورَةُ ٱلْأَعْرَافِ, Sūratu al-A'rāf, Le purgatoire) est la septième sourate du Coran. Elle est composée de 206 versets et appartient, selon la tradition musulmane, à la catégorie des sourates de la période mecquoise.

## Origine du nom
Bien que le titre ne fasse pas directement partie du texte coranique, la tradition musulmane a donné comme nom à cette sourate Les Hauteurs.
Le titre, « très obscur », est tiré des versets 46-48. Ces versets, avec le 49, « doivent être vus comme des interpolations plus récentes » dans un ensemble 43-53 à plusieurs auteurs. En effet, leur contexte est différent des autres versets et des contradictions entre versets sont bien marqués. La signification des « hauteurs » fait débat. Ces auteurs avaient, en tout cas, une bonne connaissance de la vision chrétienne du Jugement dernier et utilisaient des textes apparentés au Nouveau Testament.

## Historique
Il n'existe à ce jour pas de sources ou documents historiques permettant de s'assurer de l'ordre chronologique des sourates du Coran. Néanmoins selon une chronologie musulmane attribuée à Ǧaʿfar al-Ṣādiq (VIIIe siècle) et largement diffusée en 1924 sous l’autorité d’al-Azhar,, cette sourate occupe la 92e place. Elle aurait été révélée pendant la période mecquoise, c'est-à-dire schématiquement durant la première partie de l'histoire de Mahomet avant de quitter La Mecque, bien que différents versets soient de l'époque médinoise. Contestée dès le XIXe par des recherches universitaires, cette chronologie a été revue par Nöldeke,, pour qui cette sourate est la 87e.
Si certains traits montrent que la sourate a été conçue « pour témoigner d’un horizon universel de proclamation des messages divins », elle ne présente pas pour autant une unité littéraire. Elle est connue, par la recherche, pour l’opacité de ses liaisons textuelles. Bell envisageait une succession de rajouts tandis de Khoury « maintient qu’il est difficile de reconnaître une structure unitaire ». Le style de la sourate suggère « que l’histoire de la composition de la sourate a été longue et complexe ». « L’état actuel de la recherche ne permet pas de savoir de quelle manière il convient d’envisager le développement de la sourate 7 jusqu'à sa forme actuelle ».
Pour Pohlmann, le texte a été composé en 5 étapes successives. Au texte original a été rajouté les « légendes de punitions » et celui des versets 103-137 puis d’autres versets sur l’inscription de la communauté dans l’histoire de la révélation divine. Ensuite, ont été rajoutées des critiques accrues sur Israël et enfin, une série de modifications et ajouts récents. L’auteur en conclut qu’il y a peu de chance que toutes ces modifications proviennent d’un même auteur. Les responsable de cette mise à jour « sur une plus longue période » sont probablement un groupe ou une école, doté d’une grande connaissance des matières religieuses juives et/ou chrétienne, ce qui pourrait être un indice de leur ancienne appartenance à ses groupes.

## Interprétations

### Versets 59-137: Récits des châtiments
Les "légendes de punitions" sont une forme de récit présente dans plusieurs sourates coraniques. Le schéma de base est qu'un peuple rejette le monothéisme apporté par un prophète. Ce peuple se retrouve anéanti tandis que le prophète, et parfois quelques fidèles, très souvent minoritaires, survivent. Ils permettent de donner un signe de la toute puissance d'Allah. L'exemple le plus ancien d'un tel récit-type se trouve dans la sourate 91 et concerne le peuple arabe de Thamud dont le prophète est Sâlih. Ces récits se trouvent soit sous forme allusifs, soit dans des développements didactiques.
Les liens entre ces différents récits permettent d'étudier la chronologie de ceux-ci. Ainsi, le rédacteur des verset 59-93 devait connaître le récit de la sourate 11 (v.25-95). Celui de la sourate 7 est donc une "version améliorée" de la première, un texte plus récent. Cette section finit par une évocation de la chute des cités, les actions punitives divines pouvant toujours s'abattre sur celles-ci.

Texte de la sourate (Coran datant de 1874)
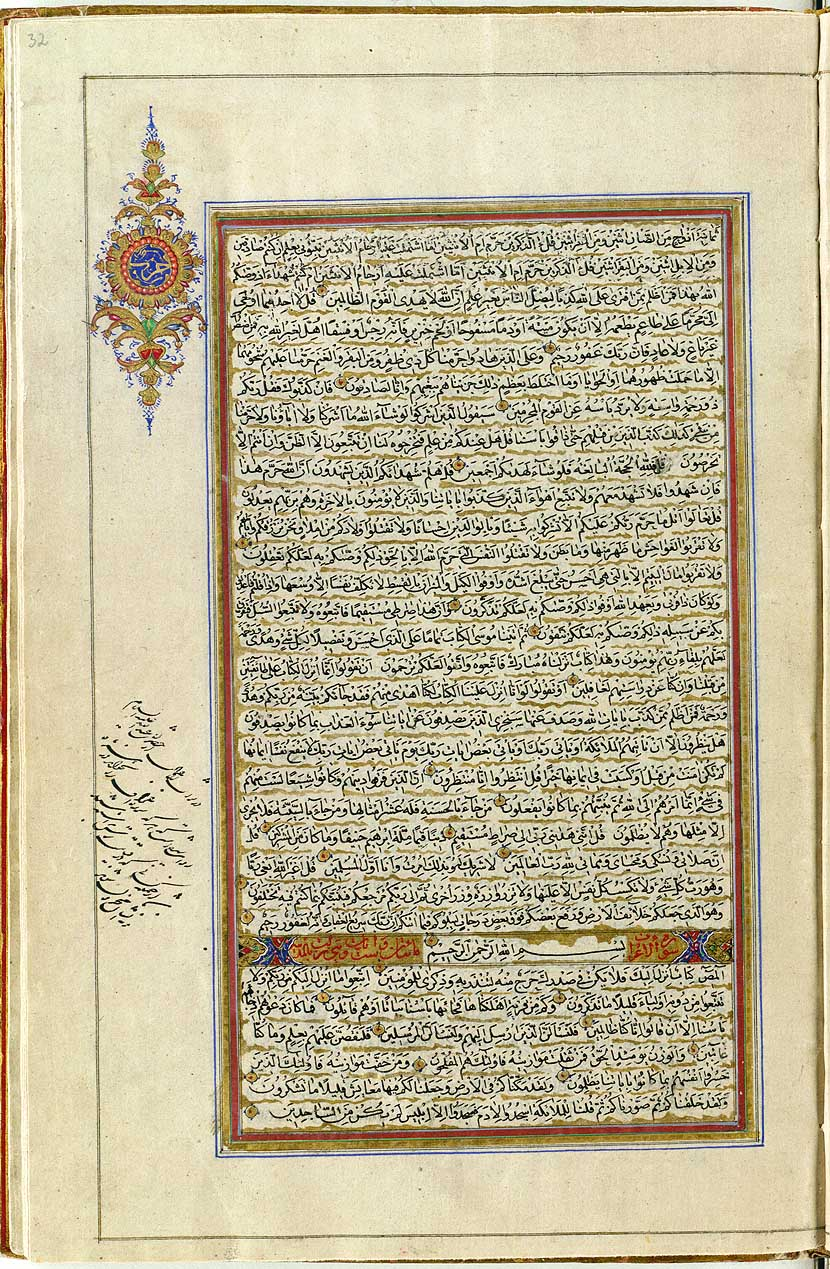
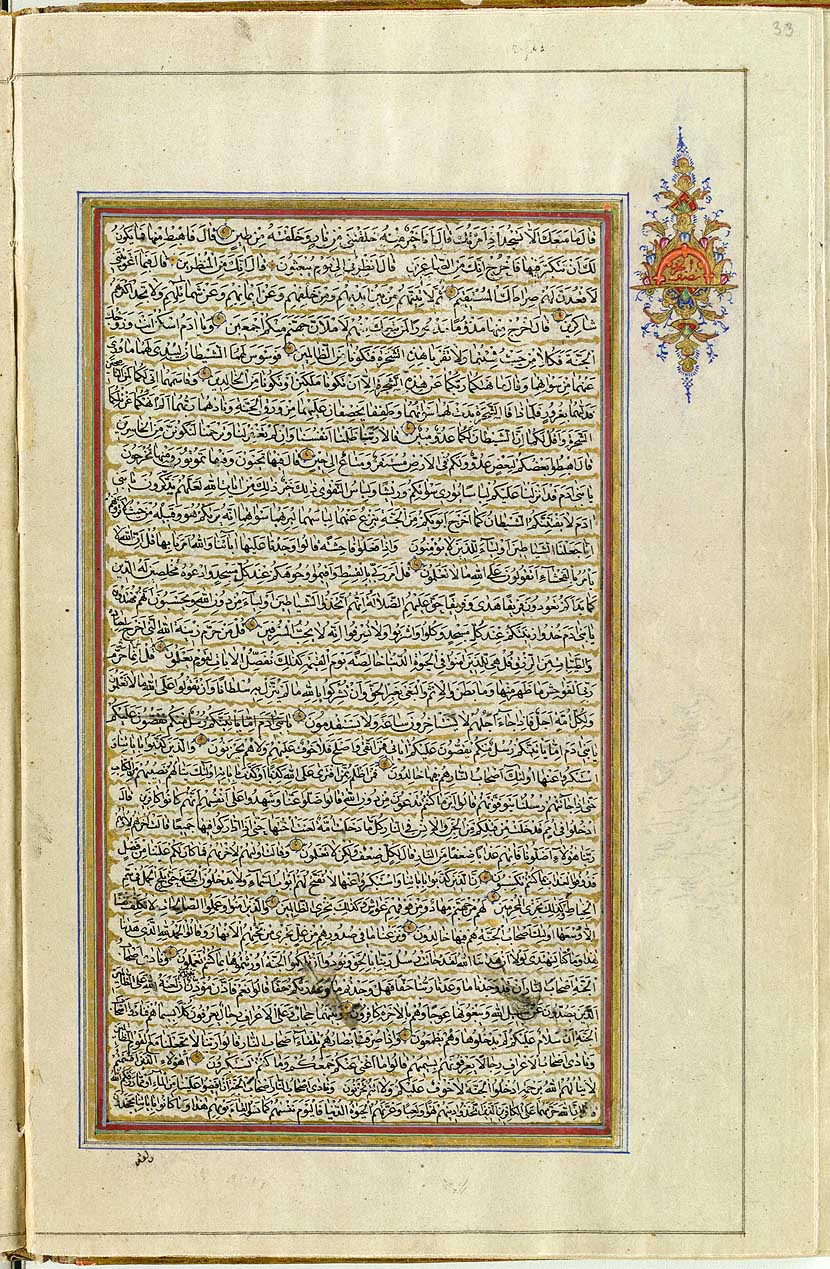
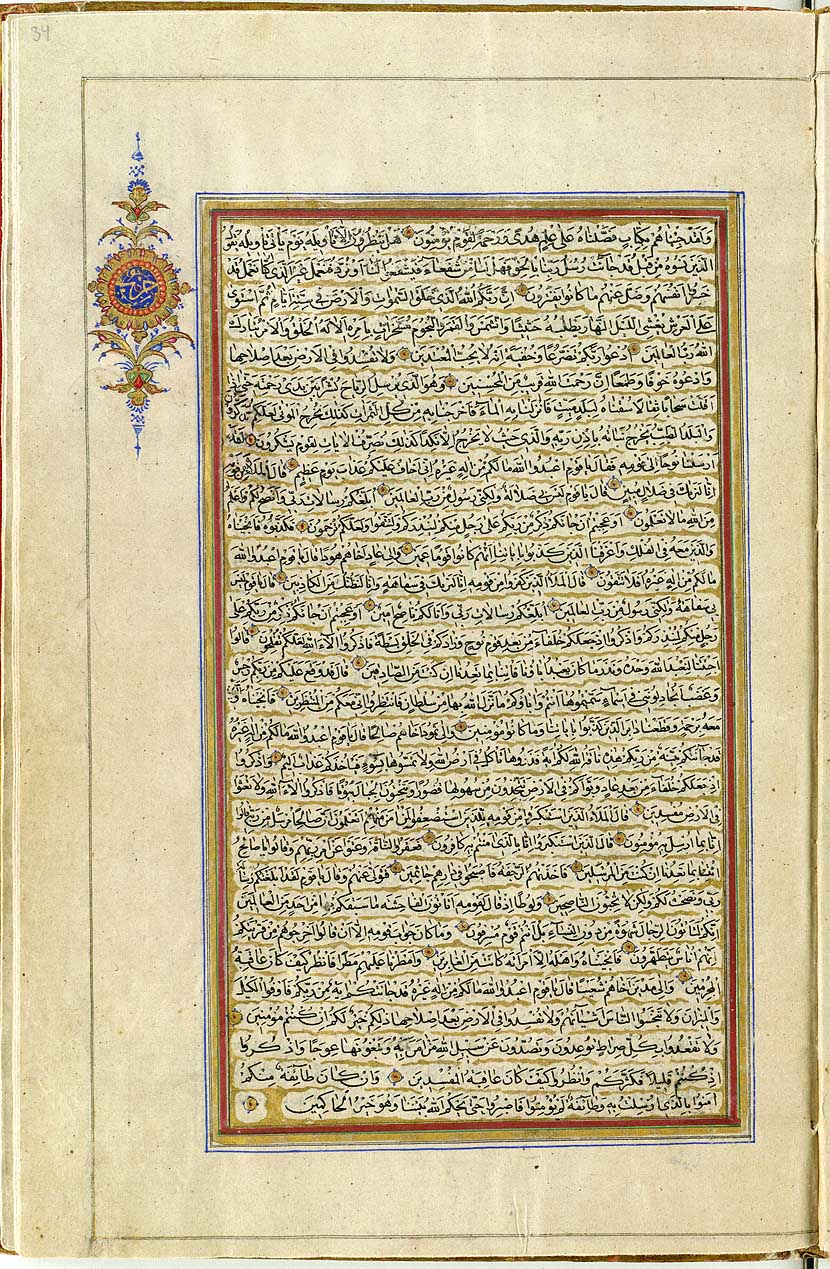
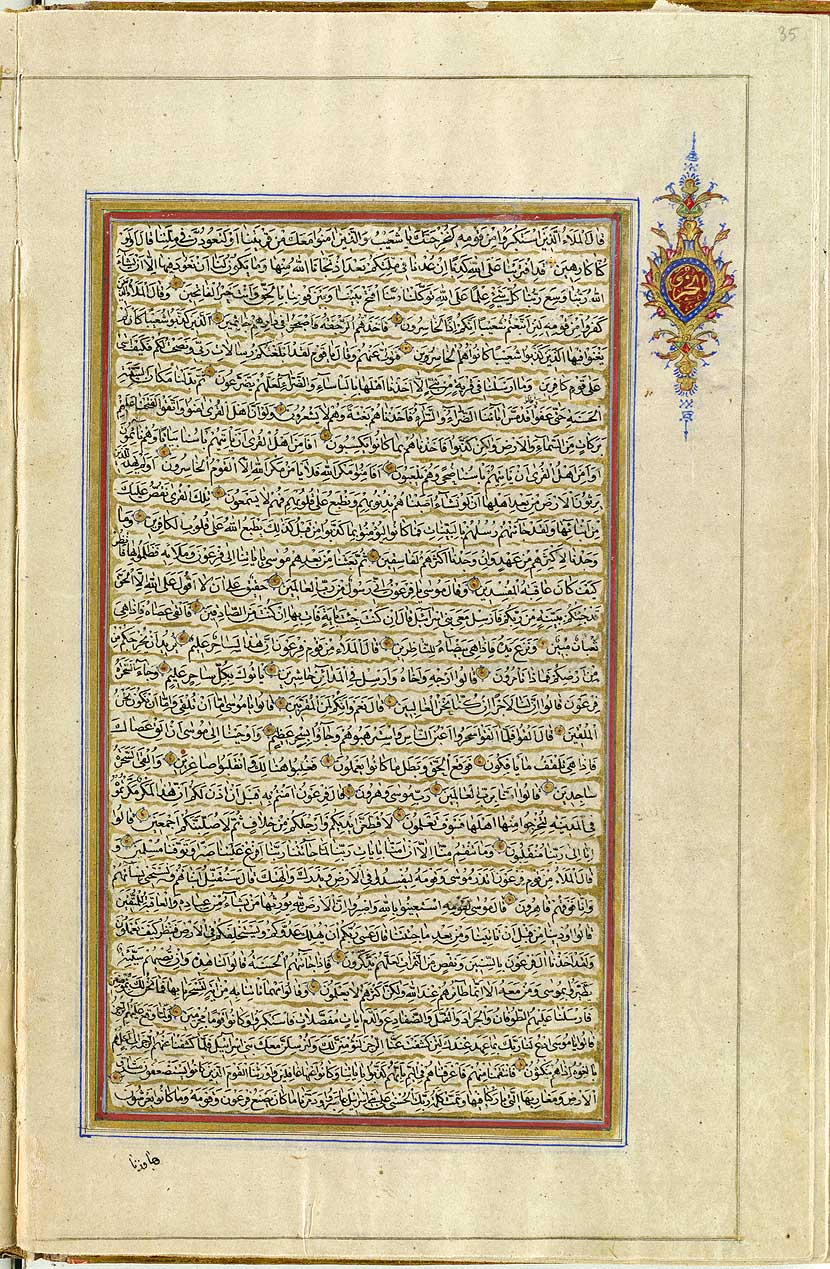
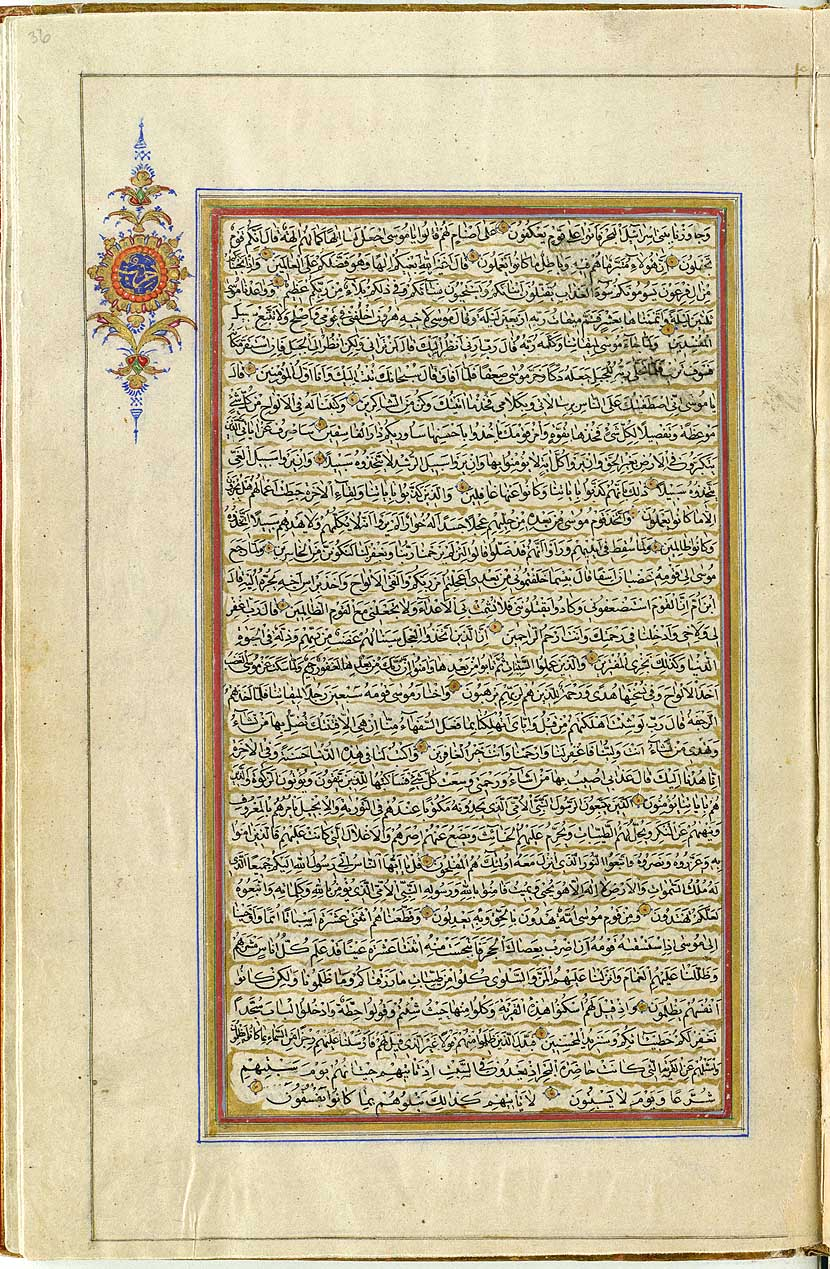
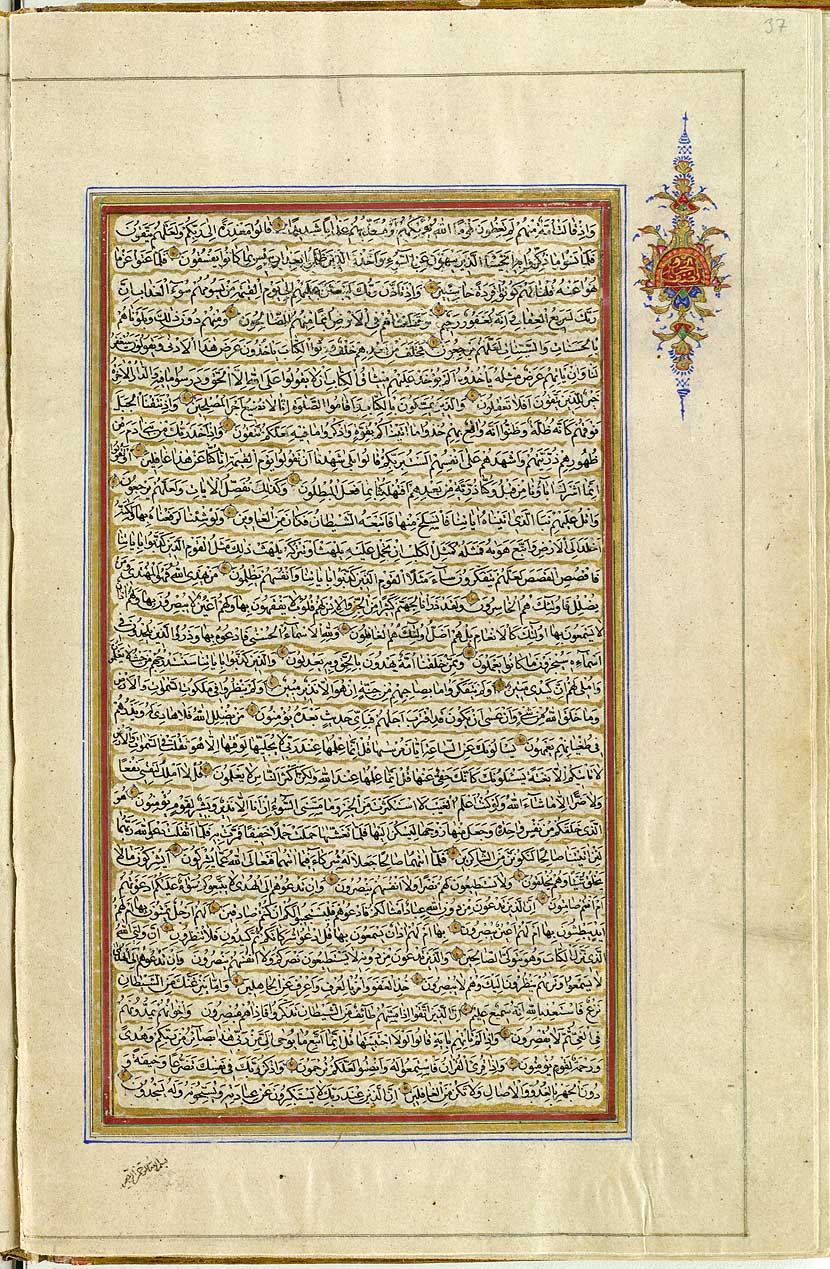